# Kabinett Gyula Károlyi

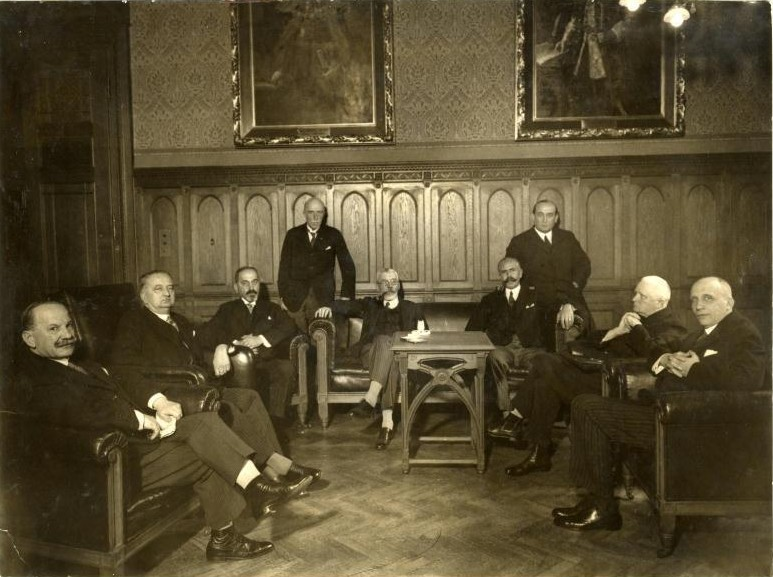
Kabinett Gyula Károlyi

Das Kabinett Gyula Károlyi war die Regierung des Königreichs Ungarn von 1931 bis 1932. Es wurde am 24. August 1931 vom ungarischen Ministerpräsidenten Gyula Károlyi gebildet und bestand bis 1. Oktober 1932.

## Minister
Parteien:
_ Egységes Párt (Partei der Einheit)
_ Keresztény Gazdasági és Szociális Párt (Christliche Wirtschafts- und Sozial-Partei)
| Amt                                                                               | Amtsträger | Amtsträger               | Beginn Amtszeit   | Ende Amtszeit     |
| --------------------------------------------------------------------------------- | ---------- | ------------------------ | ----------------- | ----------------- |
| Ministerpräsident                                                                 |            | Gyula Károlyi            | 24. August 1931   | 1. Oktober 1932   |
| Innenminister                                                                     |            | Ferenc Keresztes-Fischer | 24. August 1931   | 1. Oktober 1932   |
| Außenminister                                                                     |            | Lajos Walko              | 24. August 1931   | 1. Oktober 1932   |
| Verteidigungsminister                                                             |            | Gyula Gömbös             | 24. August 1931   | 1. Oktober 1932   |
| Finanzminister                                                                    |            | Gyula Károlyi (interim)  | 24. August 1931   | 16. Dezember 1931 |
| Finanzminister                                                                    |            | Frigyes Korányi          | 16. Dezember 1931 | 1. Oktober 1932   |
| Justizminister                                                                    |            | Tibor Zsitvay            | 24. August 1931   | 1. Oktober 1932   |
| Ackerbauminister                                                                  |            | Béla Ivády               | 24. August 1931   | 4. Februar 1932   |
| Ackerbauminister                                                                  |            | Emil Purgly              | 4. Februar 1932   | 1. Oktober 1932   |
| Minister für Kultus und Unterricht                                                |            | Sándor Ernszt            | 24. August 1931   | 16. Dezember 1931 |
| Minister für Kultus und Unterricht                                                |            | Jenő Karafiáth           | 16. Dezember 1931 | 1. Oktober 1932   |
| Handelsminister                                                                   |            | Béla Kenéz               | 24. August 1931   | 1. Oktober 1932   |
| Minister ohne Geschäftsbereich für Kleinlandwirte                                 |            | János Mayer              | 24. August 1931   | 1. Oktober 1932   |
| Minister für Volkswohl und Arbeit (bis 30.06.32)                                  |            | Sándor Ernszt            | 24. August 1931   | 16. Dezember 1931 |
| Minister für Volkswohl und Arbeit (bis 30.06.32)                                  |            | Gyula Károlyi (interim)  | 16. Dezember 1931 | 30. Juni 1932     |
| Staatssekretär im Finanzministerium mit ministeriellen Befugnissen (bis 16.12.31) |            | Imre Vargha              | 24. August 1931   | 16. Dezember 1931 |

## Quelle
- A Károlyi-kormány